# Zaibatsu
Uno zaibatsu (財閥?) è, in lingua giapponese, un termine che descrive un insieme di conglomerati con un'attività diversificata in diversi ambiti dell'industria che hanno centrato una posizione dominante nonché influente nell'economia nazionale, includendo la produzione e il commercio estero, e che sono in possesso di un gruppo stretto di famiglie d'origine giapponese.

## Descrizione
Il termine è stato introdotto in Giappone a cavallo tra la fine del XIX secolo e i primi anni del XX secolo in riferimento a grandi gruppi industriali e finanziari controllati da singole famiglie, per la maggior parte provenienti dalla classe dei samurai. La storia dei quattro più importanti zaibatsu risale al periodo Edo. Questi erano Mitsubishi, Mitsui, Sumitomo e Yasuda. Altri zaibatsu, che emersero tra la guerra russo-giapponese e la guerra del Pacifico, erano Ōkura, Furukawa, Nakajima Hikōki, e Nissan.
Gli zaibatsu fanno particolarmente fortuna con le svendite attuate dal governo dell'era Meiji verso la fine degli anni settanta dell'Ottocento, anche grazie a un sistema di corruzione su vasta scala, che raggiungerà il suo culmine negli anni venti. Il termine ha acquisito popolarità in Occidente dagli anni ottanta, quando è stato utilizzato in alcune storie cyberpunk in riferimento a tutte le grandi corporazioni. Nell'universo distopico della letteratura fantascientifica cyberpunk, gli zaibatsu controllano l'economia globale e sono al di sopra di ogni governo mondiale.
In Giappone il termine non è usato al di fuori delle discussioni di argomento storico. Gli zaibatsu furono formalmente disciolti dai riformatori durante l'occupazione alleata del Giappone. Gli asset familiari furono espropriati, le holding a capo dei gruppi eliminate e i consigli d'amministrazione interconnessi, fondamentali per il vecchio sistema di coordinazione tra diverse imprese, furono messi fuori legge.
La completa dissoluzione degli zaibatsu non fu mai raggiunta, in parte perché il contesto storico, culturale e sociale favorivano questo genere di conglomerati. Erano largamente considerati benefici e l'opinione pubblica giapponese, formata da lavoratori e amministratori degli zaibatsu, oscillava tra il disinteresse e la disapprovazione riguardo a un'eliminazione degli zaibatsu. 
Attualmente gli antichi sistemi di controllo amministrativo e finanziario sono stati smantellati. Il precedente sistema di controllo verticale degli zaibatsu, che faceva capo a un'unica famiglia, è stato sostituito dalle relazioni orizzontali di associazione e coordinazione tipiche dei keiretsu. Questo termine giapponese, che significa "serie" o "sussidiario", può dare un'idea della differenza.